# خورخي هولغوين
خورخي هولغوين (بالإسبانية: Jorge Holguín)‏ (و. 1848 – 1928 م) هو سياسي، ودبلوماسي من كولومبيا ولد في كالي.